# Aeródromo Segundo Corral
El aeródromo Segundo Corral (OACI: SCSR) —o también conocido como Segundo Corral Alto—, es un terminal aéreo del sur de Chile ubicado junto a la localidad rural de Segundo Corral, en el valle del río Puelo, Región de Los Lagos. Este aeródromo es de carácter público.